# 黑鐵甲蟲
黑鐵甲蟲（学名：Hispellinus callicanthus）为金花蟲科刺角鐵甲蟲屬下的一个种。